# J. 오거스트 리처즈
J. 오거스트 리처즈(J. August Richards, 1973년 8월 28일 ~ )는 미국의 배우이다.

## 출연 작품
- 노토리어스 (2016)
- 디펜더스 : 유쾌한 변호사들 (2010)
- 컨빅션(영어판) (2006)
- 엔젤 (1999)
- 더 템테이션스 (1998)
- 바보들의 사랑 (1998)
- OP 센터 (1995)

### 텔레비전
- The Temptations (1998)